# أولمبياد الجغرافيا الدولي

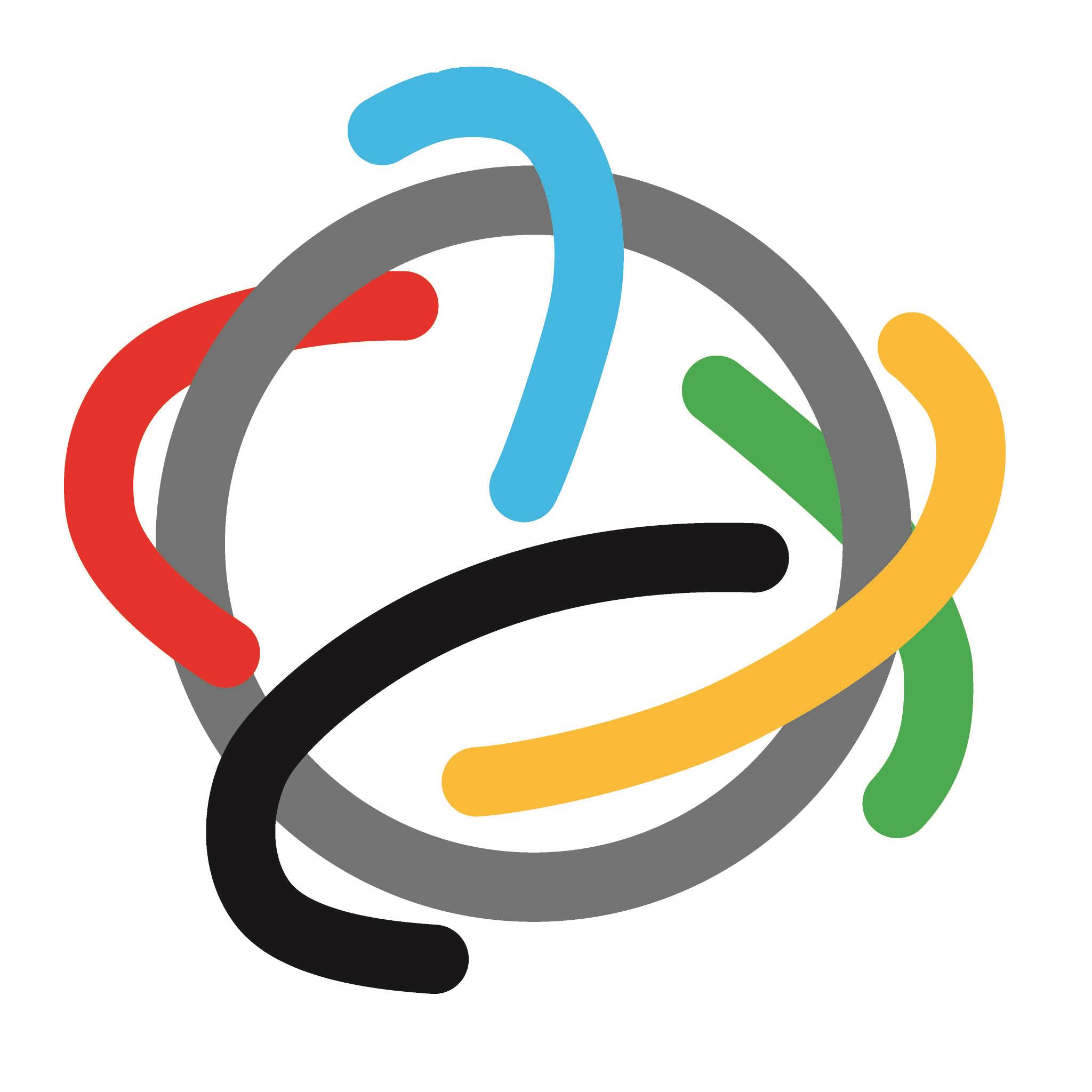
شعار أولمبياد الجغرافيا الدولي

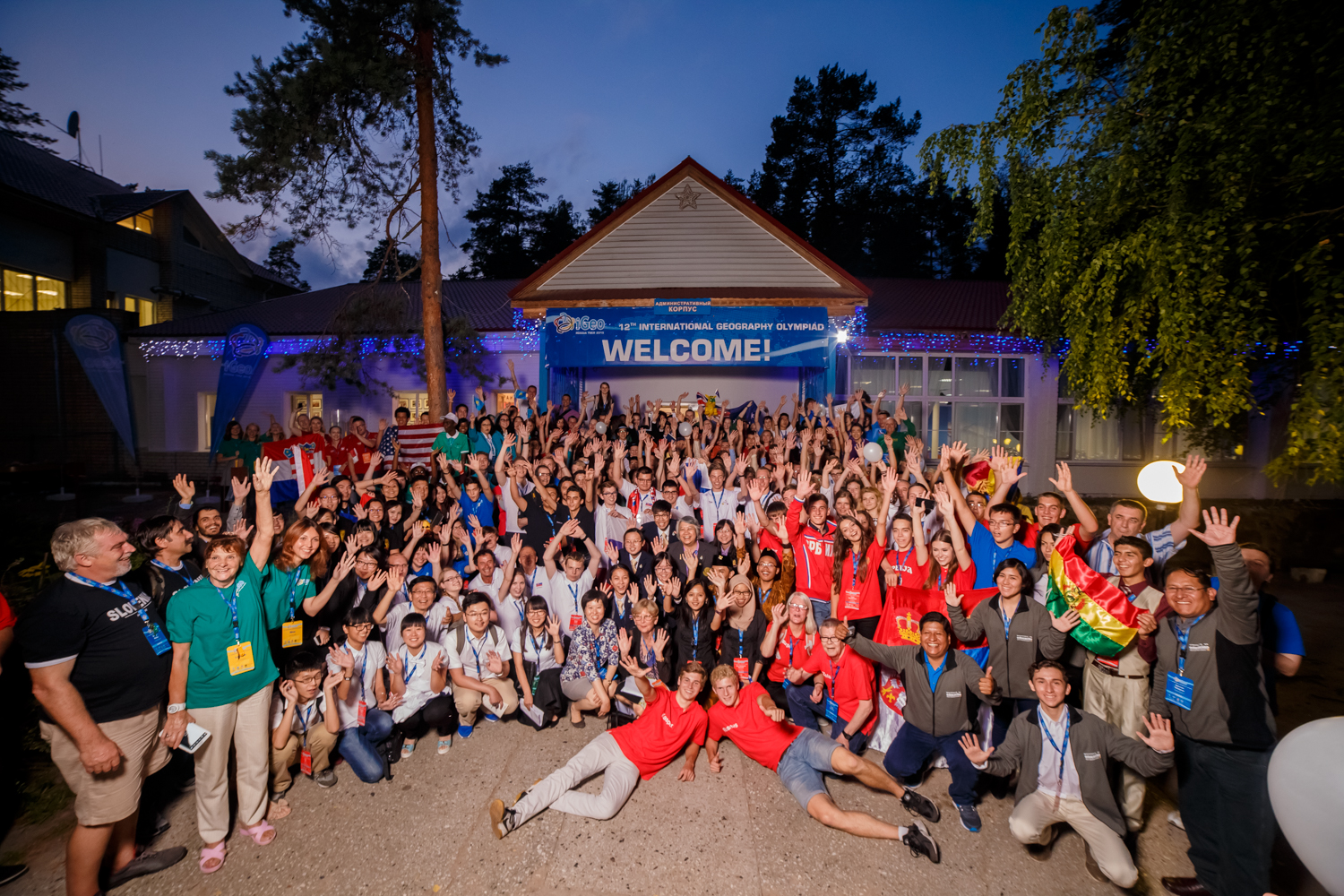
صورة جماعية في أولمبياد الجغرافيا الدولي الثاني عشر في روسيا في أغسطس 2015.

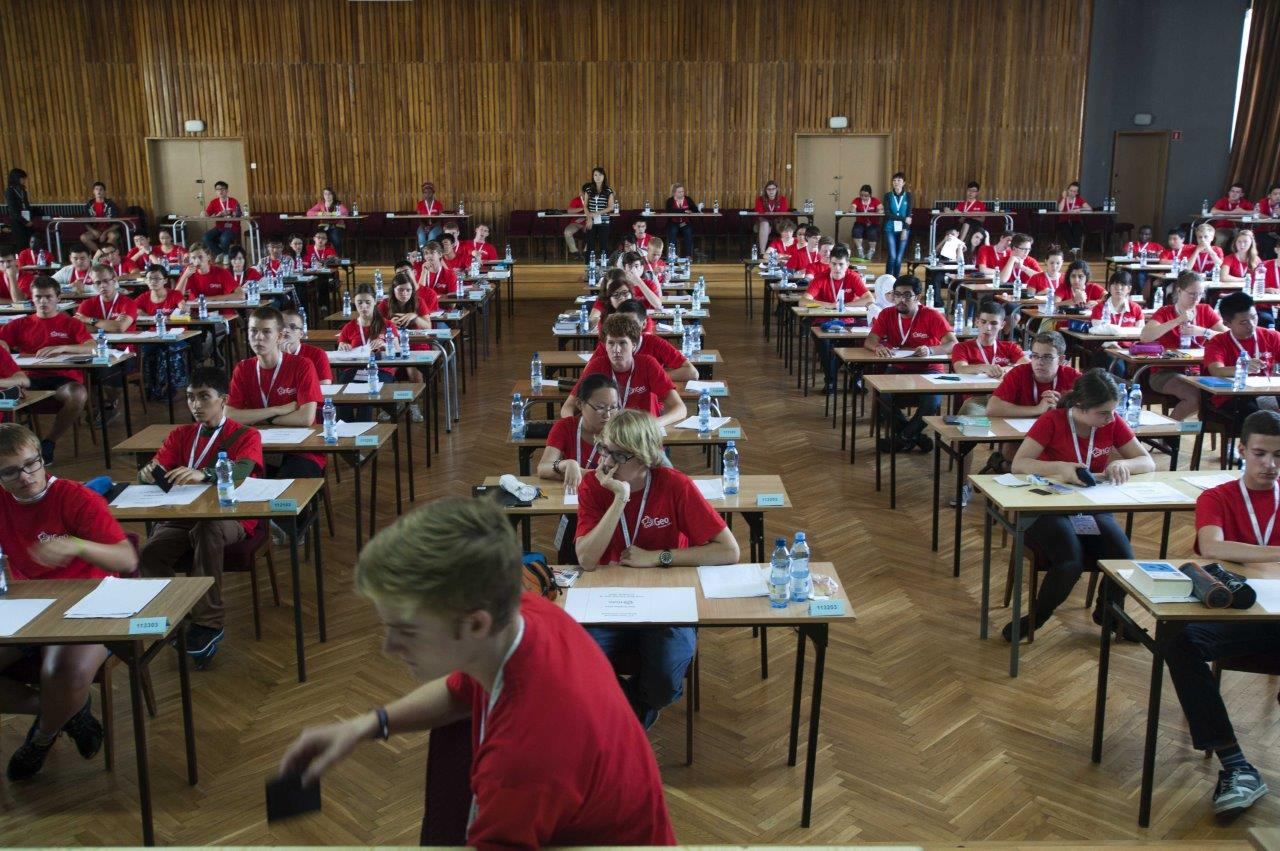
اختبار الاستجابة الكتابية في أولمبياد الجغرافيا الدولي الحادي عشر في بولندا في أغسطس 2014.

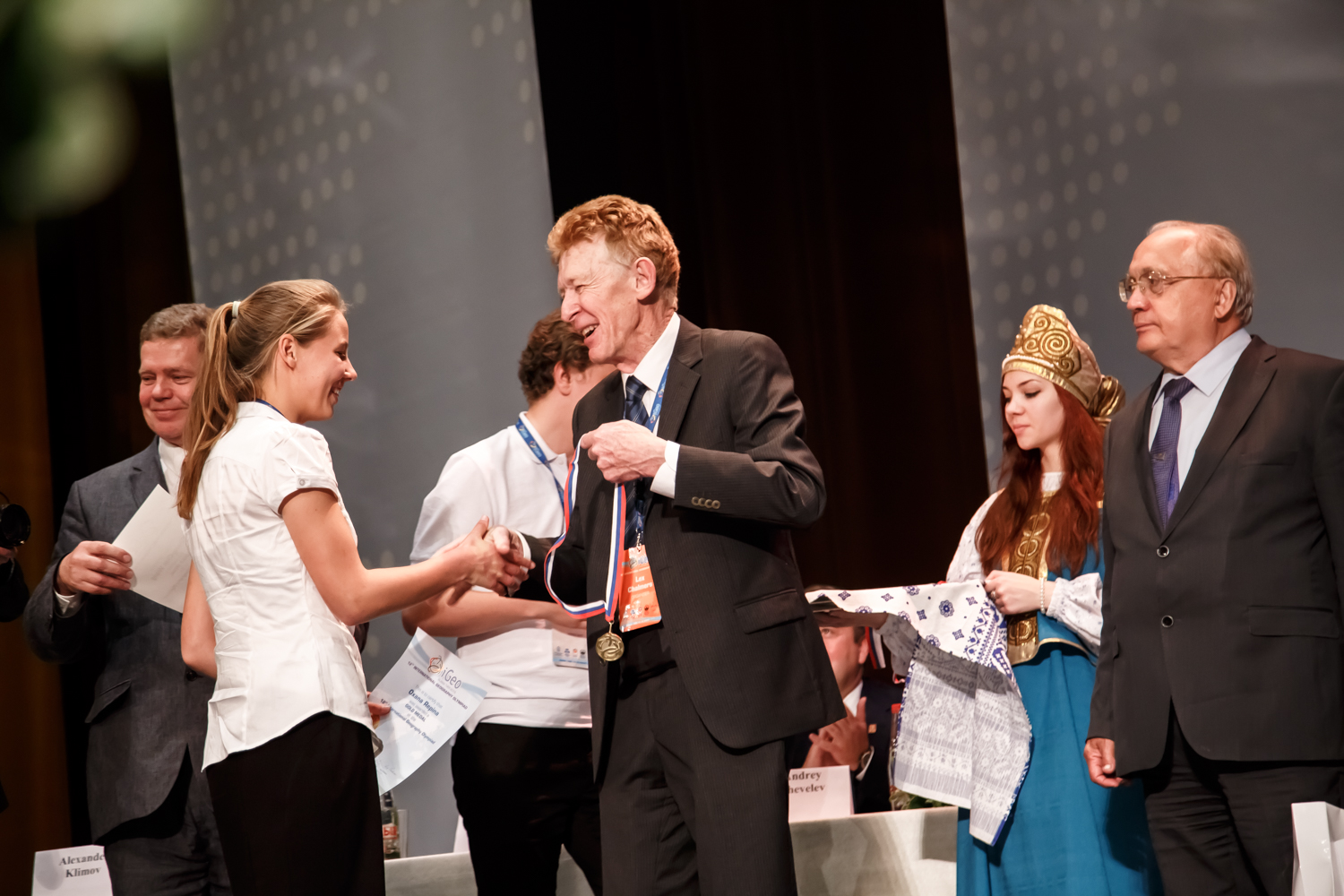
منح الميدالية الذهبية لأولمبياد الجغرافيا الدولي في حفل افتتاح مؤتمر الاتحاد الجغرافي الدولي في موسكو، روسيا، في أغسطس 2015.

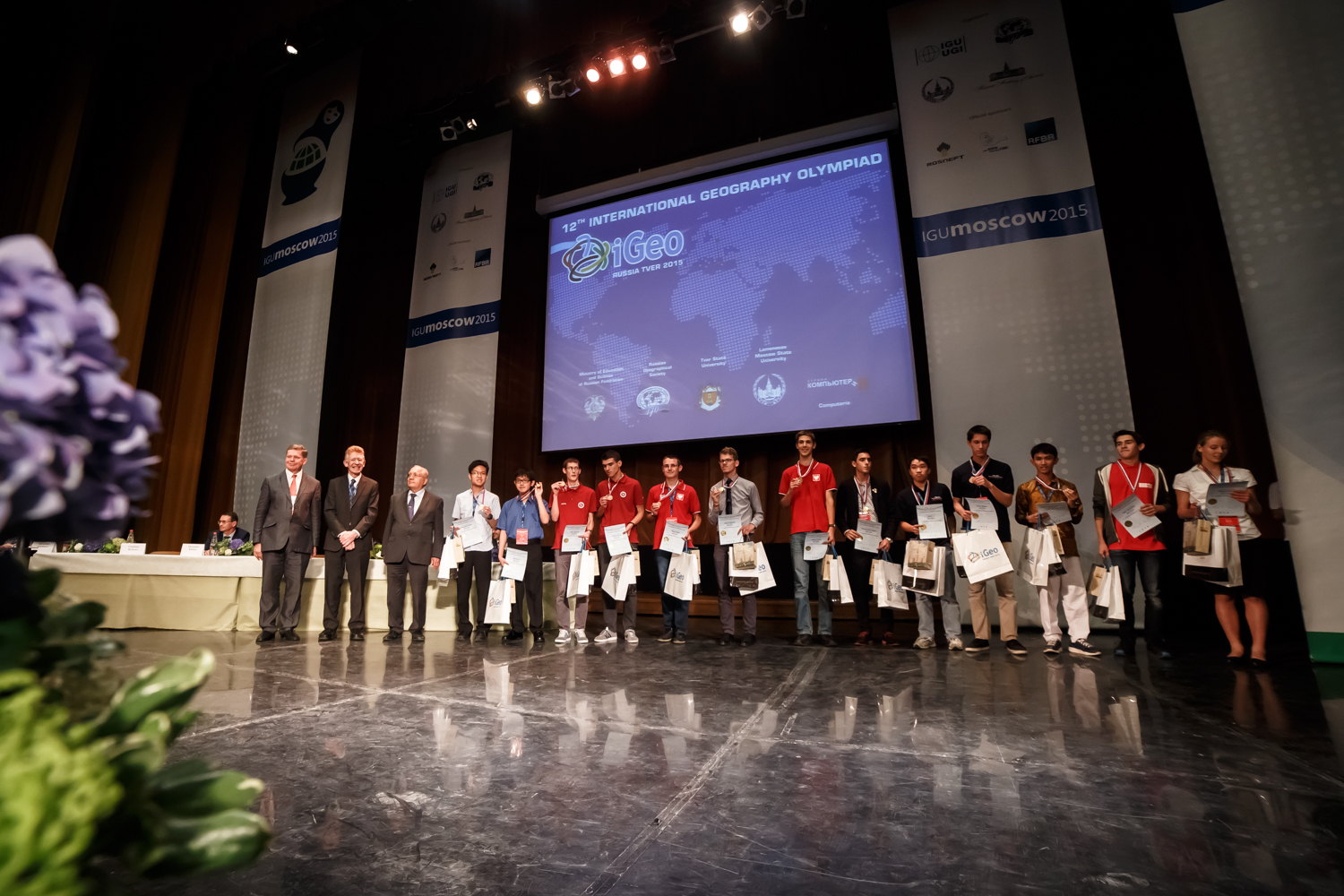
الفائزون بالميداليات الذهبية من أولمبياد الجغرافيا الدولي الثاني عشر في حفل افتتاح مؤتمر الاتحاد الجغرافي الدولي في موسكو، روسيا، في أغسطس 2015.

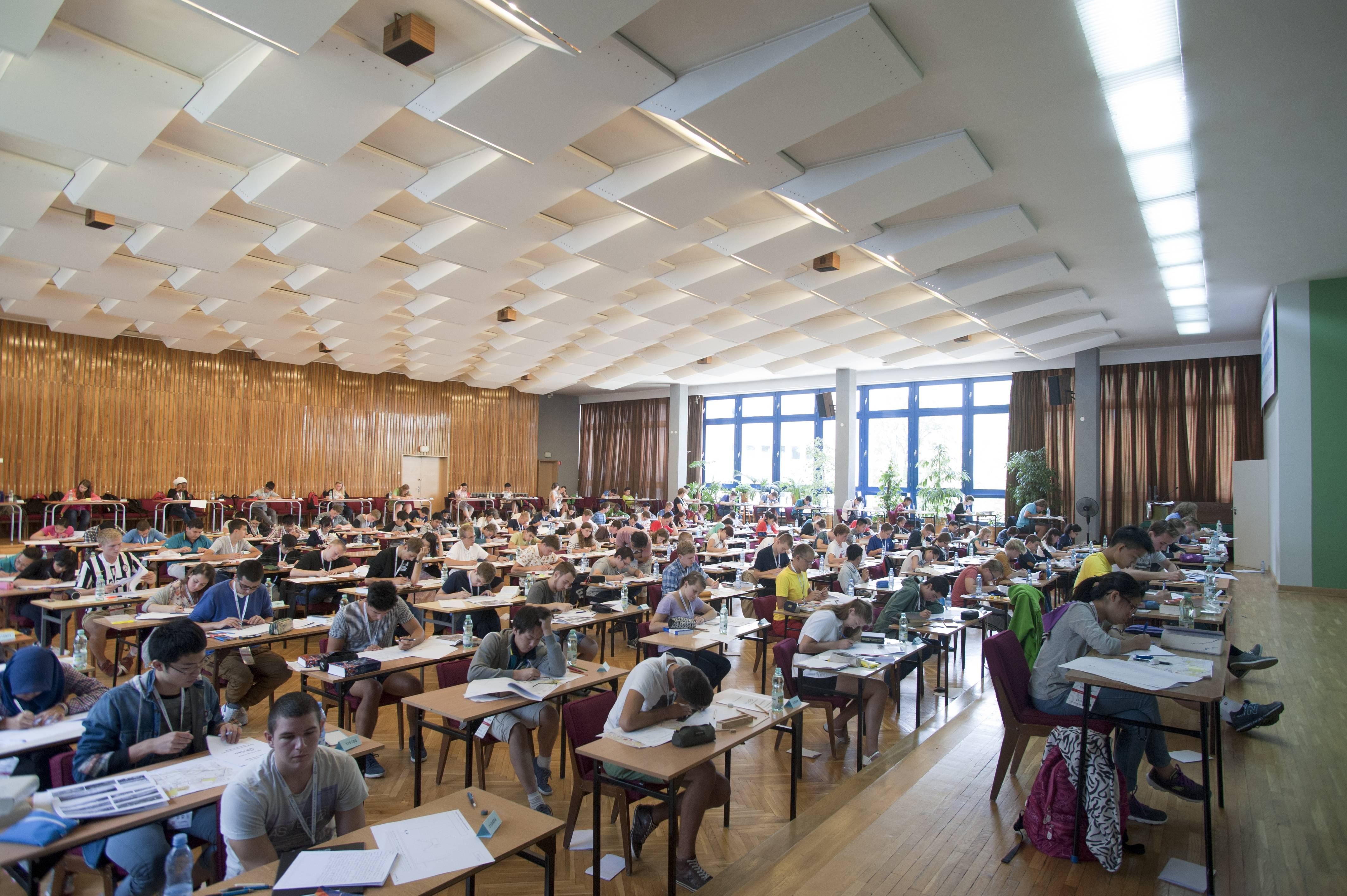
مكون التحليل الجغرافي في تمرين العمل الميداني في أولمبياد الجغرافيا الدولي الحادي عشر في بولندا في أغسطس 2014.

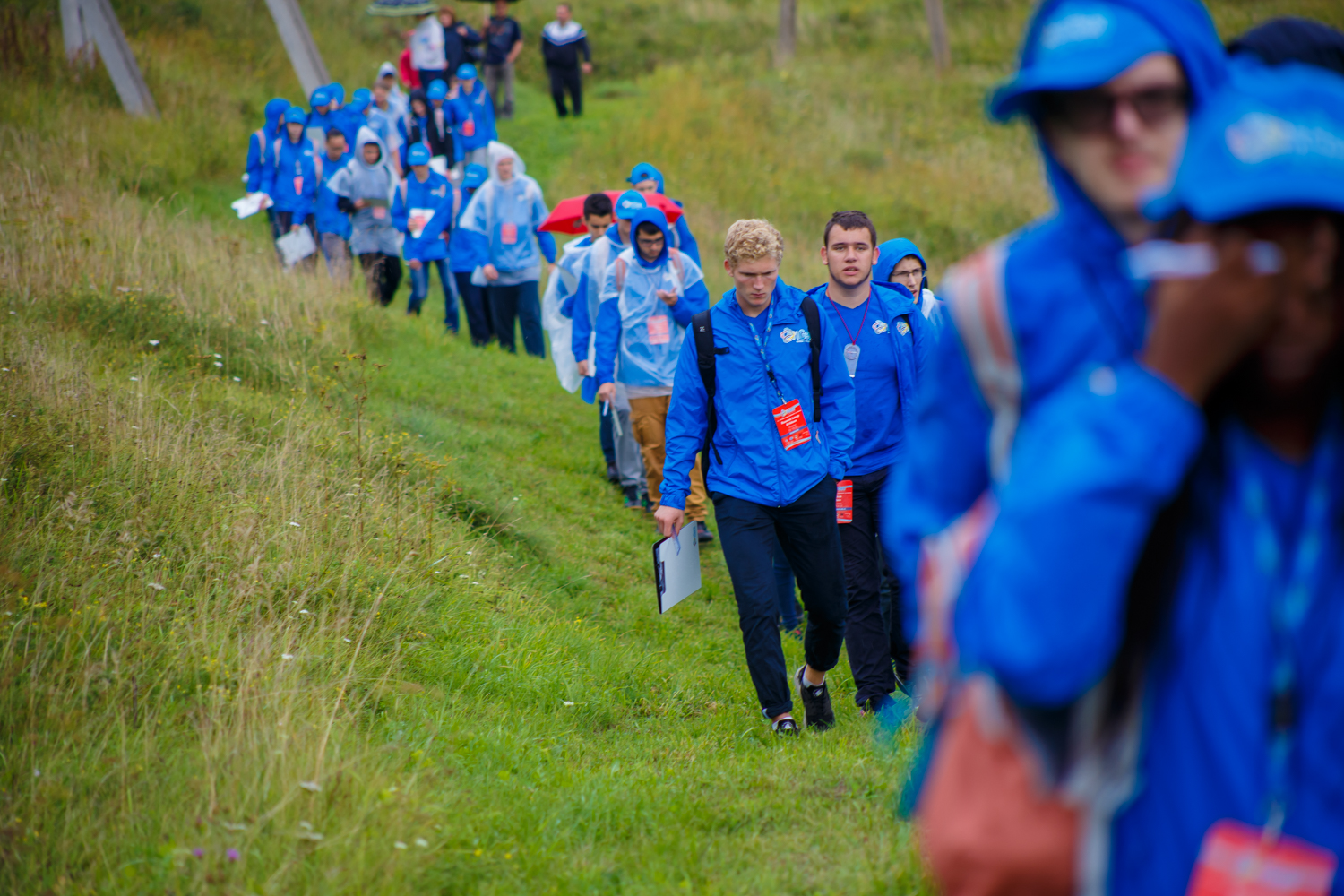
عنصر التمثيل الخرائطي في تمرين العمل الميداني في أولمبياد الجغرافيا الدولي الثاني عشر في روسيا في أغسطس 2015.

أولمبياد الجغرافيا الدولي، هي مسابقة سنوية لطلاب الجغرافيا الذين تتراوح أعمارهم بين 16 و19 عامًا من جميع أنحاء العالم. يعتبر الطلاب الذين يتم اختيارهم لتمثيل بلدانهم هم من أفضل الطلاب، حيث شاركوا في أولمبياد الجغرافيا الوطنية الخاصة بهم. يقيم أولمبياد الجغرافيا الدولي قدرات كل مشارك في الأنماط والعمليات المكانية، ويتكون من ثلاثة أجزاء: اختبار كتابي، واختبار الوسائط المتعددة، وعمل ميداني كبير يتطلب المراقبة، مما يؤدي إلى تمثيل رسم الخرائط والتحليل الجغرافي. يتضمن البرنامج أيضًا عروض الملصقات التي تقدمها الفرق والتبادلات الثقافية وإتاحة وقت للطلاب بهدف التعرف على زملائهم الطلاب واستكشاف المدينة المضيفة.
يشرف فريق عمل الأولمبياد التابع للاتحاد الجغرافي الدولي على تنظيم أولمبياد الجغرافيا الدولي والذي يقوم أيضًا بإعداد اختبارات بالتعاون مع المنظمين المحليين والمجلس الدولي.
اتفق على إقامة المسابقة كل سنتين بعد أول أولمبياد الجغرافيا الدولي في عام 1996، وبعد أن نالت المسابقة شعبية واسعة، أصبحت تقام سنويًا منذ عام 2012 بدلًا من سنتين، كما هو الحال مع الأولمبياد العلمي الدولي الكبير الآخر.

## تاريخ المسابقة والنجاح الوطني
خلال مؤتمر الاتحاد الجغرافي الدولي الذي عقد عام 1994 في براغ، أطلق أشخاص من بولندا وهولندا فكرة مسابقة الجغرافيا الدولية للطلاب الذين تتراوح أعمارهم بين 15 و19 عامًا. وعُقدت الدورة الأولى عام 1996 في لاهاي بهولندا بمشاركة خمس دول. وارتفع عدد المشاركين إلى 24 بلدا خلال مسابقة عام 2008 التي أقيمت في قرطاج بتونس.
قبل عام 2012، كانت تُقام أولمبياد العلوم الدولي كل عامين، كما تُعقد بعض أولمبياد الجغرافيا الإقليمية خلال السنوات الفاصلة.  ومن ضمن هذه الألعاب أولمبياد الجغرافيا الإقليمي لآسيا والمحيط الهادئ، التي أقيمت في هسينشو، تايوان عام 2007 ، وفي تسوكوبا، اليابان عام 2009، وفي ميريدا في المكسيك عام 2011، وأولمبياد الجغرافيا الإقليمية لأوروبا الوسطى. يقام أولمبياد الجغرافيا الدولي منذ عام 2013 بالتوافق مع الأولمبيادات الأخرى على أساس سنوي.
تأجل أولمبياد الجغرافيا الدولي لعام 2020 في إسطنبول تركيا جراء جائحة كوفيد-19. وأقيم خلال الفترة من 11 إلى 15 أغسطس من العام التالي بمشاركة 46 دولة. ومن المقرر أن تقام الأولمبياد القادمة في باريس بفرنسا في يوليو 2022.

## الدول الأعضاء والمناطق
الدول والمناطق التي شاركت في أولمبياد الجغرافيا الدولي 2021 هي: 
- أرمينيا
- أستراليا
- أذربيجان
- بيلاروسيا
- بلجيكا
- البوسنة والهرسك
- بلغاريا
- كندا

- China-Beijing
- China-Hong Kong
- تايوان
- كرواتيا
- Czechia
- الدنمارك
- إستونيا
- فنلندا
- فرنسا
- المجر
- إندونيسيا
- إيران
- اليابان
- كازاخستان
- لاتفيا
- ليتوانيا
- منغوليا
- الجبل الأسود
- نيبال
- هولندا
- نيوزيلندا
- نيجيريا
- باكستان
- الفلبين
- بولندا
- روسيا
- صربيا
- سنغافورة
- سلوفاكيا
- سلوفينيا
- جنوب إفريقيا
- سويسرا
- طاجيكستان
- تايلاند
- تونس
- تركيا
- المملكة المتحدة
- الولايات المتحدة

## ملخص
| Number | Year | Host country                                    | Host city         | Individual Olympiad Champion     | Best National Team | 2nd National Team | 3rd National Team |
| ------ | ---- | ----------------------------------------------- | ----------------- | -------------------------------- | ------------------ | ----------------- | ----------------- |
| 1      | 1996 | هولندا                                          | The Hague         | بلجيكا Steven Pattheeuws         | بولندا             | سلوفينيا          | بلجيكا            |
| 2      | 1998 | البرتغال                                        | Lisbon            | بولندا Katarzyna Kwiecińska      | بولندا             | سلوفينيا          | بلجيكا            |
| 3      | 2000 | كوريا الجنوبية                                  | Seoul             | بولندا Adam Biliski              | بولندا             | هولندا            | كوريا الجنوبية    |
| 4      | 2002 | جنوب إفريقيا                                    | Durban            | رومانيا Florin Olteanu           | رومانيا            | بولندا            | بيلاروسيا         |
| 5      | 2004 | بولندا                                          | Gdańsk            | بولندا Maciej Hermanowicz        | بولندا             | إستونيا           | رومانيا           |
| 6      | 2006 | أستراليا                                        | Brisbane          | بولندا Jacek Próchniak           | بولندا             | إستونيا           | رومانيا           |
| 7      | 2008 | تونس                                            | Carthage          | رومانيا Barbu Ion Alexandru      | رومانيا            | إستونيا           | أستراليا          |
| 8      | 2010 | تايوان                                          | Taipei            | رومانيا Barbu Ion Alexandru      | سنغافورة           | أستراليا          | بولندا            |
| 9      | 2012 | ألمانيا                                         | Cologne           | سنغافورة Samuel Chua             | سنغافورة           | رومانيا           | بولندا            |
| 10     | 2013 | اليابان                                         | Kyoto             | سنغافورة Daniel Wong             | رومانيا            | كرواتيا           | سنغافورة          |
| 11     | 2014 | بولندا                                          | Kraków            | USA James Mullen                 | سنغافورة           | أستراليا          | رومانيا           |
| 12     | 2015 | روسيا                                           | Tver              | تايوان Chang-Chin Wang           | بولندا             | رومانيا           | تايوان            |
| 13     | 2016 | الصين                                           | Beijing           | تايلاند Wuttipat Kiratipaisarl   | أستراليا           | سنغافورة          | تايلاند           |
| 14     | 2017 | صربيا                                           | Belgrade          | رومانيا Victor Vescu             | بولندا             | رومانيا           | USA               |
| 15     | 2018 | كندا                                            | Quebec City       | روسيا Alen Kospanov              | رومانيا            | سنغافورة          | USA               |
| 16     | 2019 | هونغ كونغ                                       | هونغ كونغ         | USA Albert Zhang                 | إندونيسيا          | USA               | المملكة المتحدة   |
| —      | 2020 | Postponed for 2021 due to the COVID-19 pandemic | —                 | —                                | —                  | —                 | —                 |
| 17     | 2021 | تركيا                                           | Istanbul (online) | روسيا Rustam Bigildin            | روسيا              | سنغافورة          | اليابان           |
| 18     | 2022 | فرنسا                                           | Paris (online)    | كازاخستان Sanzhar Khamitov       | سنغافورة           | ليتوانيا          | تايوان            |
| 19     | 2023 | إندونيسيا                                       | Bandung           | تايلاند Passakarn Leewongcharoen | رومانيا            | سنغافورة          | المجر             |
| 20     | 2024 | أيرلندا                                         | Dublin            | —                                | —                  | —                 | —                 |
| 21     | 2025 | تايلاند                                         | Bangkok           | —                                | —                  | —                 | —                 |
| 22     | 2026 | تركيا                                           | Istanbul          | —                                | —                  | —                 | —                 |

## العروض

### أفضل الدول على منصة التتويج (كل العصور)
| الرتبة      | الفريق الوطني   | أول، ثاني، ثالث | أبطال السنوات (الفرق المشاركة)                                            | السنوات الوصيف (الفرق)                     | المركز الثالث في السنوات (الفرق) |
| ----------- | --------------- | --------------- | ------------------------------------------------------------------------- | ------------------------------------------ | -------------------------------- |
| 1st         | بولندا          | 7, 1, 1         | 1996 (5), 1998 (5), 2000 (13), 2004 (12), 2006 (23), 2015 (40), 2017 (41) | 2002 (12)                                  | 2012 (31)                        |
| 2nd         | رومانيا         | 5, 3, 2         | 2002 (12), 2008 (24), 2013 (32), 2018 (43), 2023 (45)                     | 2012 (31), 2015 (40), 2017 (41)            | 2006 (23), 2014 (36)             |
| 3rd         | سنغافورة        | 4, 4, 1         | 2010 (27), 2012 (31), 2014 (36), 2022 (54)                                | 2016 (45), 2018 (43), 2021 (46), 2023 (45) | 2013 (32)                        |
| 4th         | أستراليا        | 1, 2, 1         | 2016 (45)                                                                 | 2010 (27), 2014 (36)                       | 2008 (24)                        |
| 5th (tied)  | روسيا           | 1, 0, 0         | 2021 (46)                                                                 | —                                          | —                                |
| 5th (tied)  | إندونيسيا       | 1, 0, 0         | 2019 (43)                                                                 | —                                          | —                                |
| 6th         | إستونيا         | 0, 3, 0         | —                                                                         | 2004 (12), 2006 (23), 2008 (24)            | —                                |
| 7th         | سلوفينيا        | 0, 2, 0         | —                                                                         | 1996 (5), 1998 (5)                         | —                                |
| 8th         | USA             | 0, 1, 2         | —                                                                         | 2019 (43)                                  | 2017 (41), 2018 (43)             |
| 9th (tied)  | ليتوانيا        | 0, 1, 0         | —                                                                         | 2022 (54)                                  | —                                |
| 9th (tied)  | كرواتيا         | 0, 1, 0         | —                                                                         | 2013 (32)                                  | —                                |
| 9th (tied)  | هولندا          | 0, 1, 0         | —                                                                         | 2000 (13)                                  | —                                |
| 10th (tied) | تايوان          | 0, 0, 2         | —                                                                         | —                                          | 2015 (40), 2022 (54)             |
| 10th (tied) | بلجيكا          | 0, 0, 2         | —                                                                         | —                                          | 1996 (5), 1998 (5)               |
| 11th (tied) | اليابان         | 0, 0, 1         | —                                                                         | —                                          | 2021 (46)                        |
| 11th (tied) | المجر           | 0, 0, 1         | —                                                                         | —                                          | 2023 (45)                        |
| 11th (tied) | تايلاند         | 0, 0, 1         | —                                                                         | —                                          | 2016 (45)                        |
| 11th (tied) | المملكة المتحدة | 0, 0, 1         | —                                                                         | —                                          | 2019 (43)                        |
| 11th (tied) | كوريا الجنوبية  | 0, 0, 1         | —                                                                         | —                                          | 2000 (13)                        |
| 11th (tied) | بيلاروسيا       | 0, 0, 1         | —                                                                         | —                                          | 2002 (12)                        |

### معظم الانتصارات الفردية الوطنية (في كل العصور)
| مكان            | البلد                     | انتصارات | أبطال العالم المنتجون (السنة)                                                                    |
| --------------- | ------------------------- | -------- | ------------------------------------------------------------------------------------------------ |
| الأول (مقيد)    | بولندا</img> بولندا       | 4        | ياسيك بروشنياك (2006)، ماسيج هيرمانوفيتش (2004)، آدم بيليسكي (2000)، كاتارزينا كويتشينسكا (1998) |
| الأول (مقيد)    | رومانيا</img> رومانيا     | 4        | فيكتور فيسكو (2017)، باربو إيون ألكسندرو (2010، 2008)، فلورين أولتيانو (2002)                    |
| الثالث (متعادل) | سنغافورة</img> سنغافورة   | 2        | دانيال وونغ (2013)، صامويل تشوا (2012)                                                           |
| الثالث (متعادل) | USA</img> USA             | 2        | جيمس مولن (2014)، ألبرت تشانغ (2019)                                                             |
| الثالث (متعادل) | روسيا</img> روسيا         | 2        | ألين كوسبانوف (2018)، رستم بيغيلدين (2021)                                                       |
| الثالث (متعادل) | تايلاند</img> تايلاند     | 2        | ووتيبات كيراتيبايسارل (2016)، باساكارن ليوونغشاروين (2023)                                       |
| السابع (متعادل) | </img>تايوان              | 1        | تشانغ تشين وانغ (2015)                                                                           |
| السابع (متعادل) | بلجيكا</img> بلجيكا       | 1        | ستيفن باتيووس (1996)                                                                             |
| السابع (متعادل) | كازاخستان</img> كازاخستان | 1        | سانزهار خاميتوف (2022)                                                                           |

## روابط خارجية
- الموقع الرسمي